# Cantone di Caienna-Nord-Est
Il cantone di Caienna-Nord-Est è una divisione amministrativa dell'arrondissement di Caienna, nel dipartimento d'oltremare della Guyana.
Comprende solo parte del comune di Caienna.